# Filippo Filonardi (cardinale)
Filippo Filonardi (Bauco, 1582 – Roma, 29 settembre 1622) è stato un cardinale e vescovo cattolico italiano.

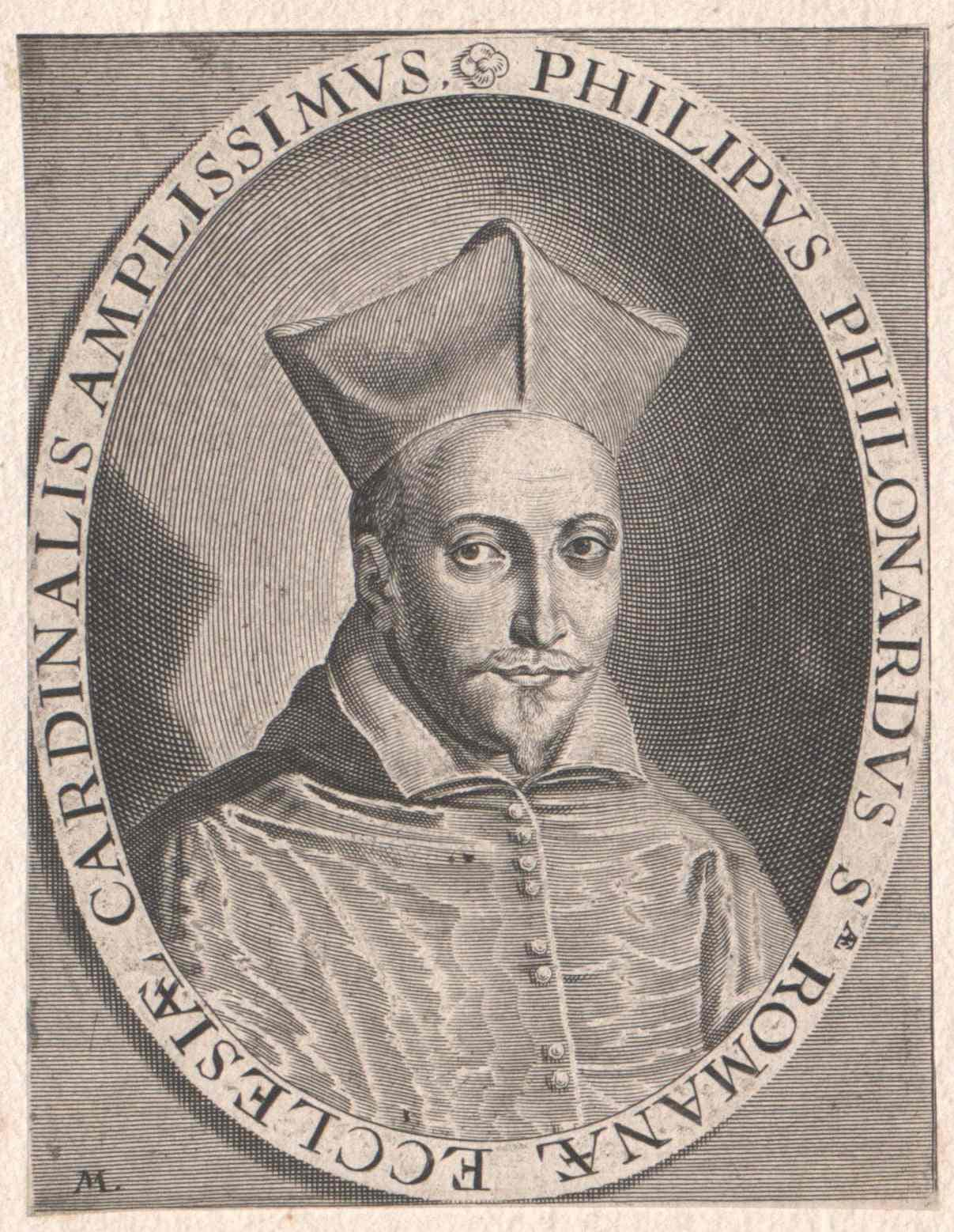

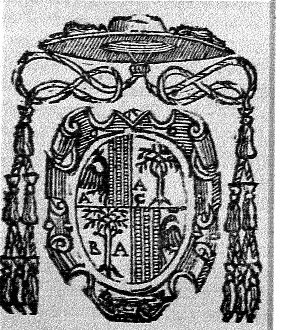

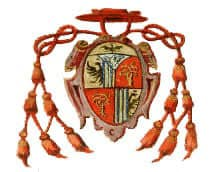

Era pronipote del cardinale Ennio Filonardi e prozio del cardinale Giovanni Battista Bussi.

## Biografia
Filippo Filonardi nacque a Bauco, figlio di Scipione e di Brigida Ambrosi, nobildonna di Anagni.
Apparteneva alla linea di Domenico (uno dei tre trami in cui fu divisa la famiglia Filonardi); fu fratello di Paolo Emilio, arcivescovo di Amalfi, di Alessandro, vescovo di Aquino, di Mario, arcivescovo di Avignone e nunzio apostolico in Polonia, di Cesare, canonico di San Pietro, e di Francesca, sposata con il conte Bussi di Viterbo.
Compì i suoi studi prima a Roma presso il Collegio Romano e successivamente presso l'Università di Pisa, ove si laureò in utroque iure.
Essendo ancor giovane tornato in Roma, diede prova della sua impareggiabile dottrina da essere reputato uno dei primi giureconsulti della città.
Era tanto profondo e versato nella giurisprudenza, da sciogliere le questioni più intricanti; per la sua fama il pontefice Paolo V, dopo la morte di Flaminio Filonardi vescovo di Aquino, credette opportuno inviarlo al posto di suo zio Flaminio, nominandolo il 24 novembre 1608 vescovo di Aquino.
Nel 1610 papa Paolo V lo nomino governatore di Fermo; nello stesso anno fu fatto vice-legato e governatore d'Avignone.
Il 17 agosto 1611 lo creò cardinale.
Ad Avignone cambio gli statuti della città e fece coniare le nuove monete avente sul fronte il busto di Paolo V, mentre nel retro lo stemma del cardinale Filippo Filonardi legato ad Avignone.
Nel 1614 fu richiamato a Roma, dove ricevette il titolo cardinalizio di Santa Maria del Popolo.
A Roma faceva parte della Congregazione dei Vescovi e Regolari, presiedeva all'Indice e al Buon Governo; papa Paolo V, si serviva di lui negli affari più rilevanti e segreti.
Partecipò al conclave del 1621 che elesse papa Gregorio XV.
Morì il 29 settembre 1622 e fu sepolto a Roma nella tomba di famiglia nella cappella Filonardi, nella chiesa di San Carlo ai Catinari.

## Genealogia episcopale e successione apostolica
La genealogia episcopale è:
- Cardinale Guillaume d'Estouteville, O.S.B.Clun.
- Papa Sisto IV
- Papa Giulio II
- Cardinale Raffaele Riario
- Papa Leone X
- Papa Clemente VII
- Cardinale Antonio Sanseverino, O.S.Io.Hieros.
- Cardinale Giovanni Michele Saraceni
- Papa Pio V
- Cardinale Innico d'Avalos d'Aragona, O.S.Iacobi
- Cardinale Scipione Gonzaga
- Patriarca Fabio Biondi
- Cardinale Michelangelo Tonti
- Cardinale Filippo Filonardi

La successione apostolica è:
- Vescovo Girolamo Curlo (1614)
- Vescovo Alessandro Filonardi (1615)
- Arcivescovo Paolo Emilio Filonardi (1616)
- Vescovo Stefano Penolazzi, O.S.H. (1617)
- Vescovo Stefano Sole De Castelblanco, C.R. (1618)
- Vescovo Giambattista Dal Mare, O.P. (1618)